# 221465 Rapa Nui
221465 Rapa Nui è un asteroide della fascia principale. Scoperto nel 2006, presenta un'orbita caratterizzata da un semiasse maggiore pari a 3,1429416 UA e da un'eccentricità di 0,1724577, inclinata di 16,59497° rispetto all'eclittica.
L'asteroide è dedicato all'isola di Rapa Nui, nome in lingua polinesiana dell'isola di Pasqua.